# Kjell Jansson (politiker)
Kjell Gösta Jansson, född 3 december 1959 i Blidö församling, Stockholms län, är en svensk politiker (moderat). Han är ordinarie riksdagsledamot sedan 2018, invald för Stockholms läns valkrets. Han har varit kommunalråd i Norrtälje kommun.
I riksdagen är han suppleant i skatteutskottet. Han var ledamot i skatteutskottet 2018–2022 och näringsutskottet 2022–2023. Jansson har även varit suppleant i bland annat finansutskottet och trafikutskottet.